# 권오성 (축구 선수)
권오성(1987년 7월 24일 ~ )은 대한민국의 축구 선수이며, 포지션은 센터백이다.